# Steve Bencich
Steven „Steve“ Lawrence Bencich (* 31. Oktober 1970 in San Francisco, Kalifornien) ist ein US-amerikanischer Drehbuchautor, Schauspieler, Synchronsprecher, Filmproduzent und Filmregisseur.

## Leben
Bencich wurde am 31. Oktober 1970 in San Francisco geboren. Anderen Angaben zufolge wird sein Geburtsdatum auf den 1. April 1960 datiert. 1994 schrieb er das Drehbuch für den Film The Best Movie Ever Made. Er war außerdem für die Produktion und die Regie zuständig und übernahm eine Rollenbesetzung. Gemeinsam mit Ron J. Friedman schrieb er unter anderen die Drehbücher zu den Animationsfilmen Bärenbrüder, Himmel und Huhn und Jagdfieber sowie zur Actionkomödie Cats & Dogs: Die Rache der Kitty Kahlohr. Ab 2013 war er in unregelmäßigen Abständen als Filmschauspieler in Low-Budget-Filmproduktionen wie Apocalypse Earth, Escape from Polygamy oder 10.0 – Das Erdbeben Inferno zu sehen.

## Filmografie (Auswahl)

### Drehbuch
- 1994: The Best Movie Ever Made
- 2003: Bärenbrüder (Brother Bear, Animationsfilm)
- 2005: Himmel und Huhn (Chicken Little, Animationsfilm)
- 2006: Jagdfieber (Open Season, Animationsfilm)
- 2008: Arielle, die Meerjungfrau – Wie alles begann (The Little Mermaid – Ariel's Beginning, Animationsfilm)
- 2010: Cats & Dogs: Die Rache der Kitty Kahlohr (Cats & Dogs: The Revenge of Kitty Galore)
- 2020: Wish Upon a Unicorn

### Schauspiel
- 1994: The Best Movie Ever Made
- 2013: Apocalypse Earth (AE: Apocalypse Earth)
- 2013: Escape from Polygamy (Fernsehfilm)
- 2014: 10.0 – Das Erdbeben Inferno (10.0 Earthquake)
- 2014: Sitter Cam
- 2015: Murder in Mexico: The Bruce Beresford-Redman Story (Fernsehfilm)
- 2020: Wish Upon a Unicorn

### Synchronisationen
- 2005: Himmel und Huhn (Chicken Little, Animationsfilm)
- 2012: 100 Ghost Street – The Return of Richard Speck (100 Ghost Street: The Return of Richard Speck)

### Regie
- 1994: The Best Movie Ever Made
- 2020: Wish Upon a Unicorn

### Produktion
- 1994: The Best Movie Ever Made
- 2014: 10.0 – Das Erdbeben-Inferno (10.0 Earthquake)